# گاریسان (گیونگی)
گاریسان (به لاتین: Garisan) یک کوه در کره جنوبی است که در کره جنوبی واقع شده‌است. گاریسان ۷۷۴٫۳ متر بالاتر از سطح دریا واقع شده‌است.